# مارغريت كونراد
مارغريت كونراد هي مؤرخة كندية، ولدت في 1946 في Bridgewater, Nova Scotia ‏ في كندا.